# Copa del Mundo de Atletismo de 1992
La 6.ª edición de la Copa del Mundo de Atletismo se disputó entre el 8 y el 10 de septiembre de 1992 en el Estadio Panamericano de La Habana, Cuba.

## Clasificación por Equipos
| Pos. | Equipo           | Resultado |
| ---- | ---------------- | --------- |
| 1    | África           | 115       |
| 2    | Reino Unido      | 103       |
| 3    | Europa           | 99        |
| 4    | América          | 92        |
| 5    | Estados Unidos   | 90        |
| 6    | Equipo Unificado | 84        |
| 7    | Asia             | 80        |
| 8    | Oceanía          | 45        |

| Pos. | Equipo           | Resultado |
| ---- | ---------------- | --------- |
| 1    | Equipo Unificado | 102       |
| 2    | Europa           | 94        |
| 3    | América          | 79        |
| 3    | Estados Unidos   | 79        |
| 5    | Alemania         | 74        |
| 6    | África           | 70        |
| 7    | Asia             | 69        |
| 8    | Oceanía          | 40        |

## Resultados

### Masculino
| Evento                  | Oro | Plata | Bronce |
| ----------------------- | --- | --- | --- |
| 100 metros              | Linford Christie Reino Unido 10.21                                                                                              | Olapade Adeniken Nigeria África 10.26                                                                                  | Calvin Smith Estados Unidos 10.33                                                                               |
| 200 metros              | Robson da Silva · Brasil · América · 20.56                                                                                      | Linford Christie Reino Unido 20.72                                                                                     | Jeff Williams Estados Unidos 20.75                                                                              |
| 400 metros              | Sunday Bada Nigeria África 44.99                                                                                                | Mark Richardson Reino Unido 45.86                                                                                      | Charles Jenkins Estados Unidos 46.10                                                                            |
| 800 metros              | David Sharpe Reino Unido 1:46.06                                                                                                | William Tanui Kenia África 1:46.14                                                                                     | Andrea Benvenuti · Italia · Europa · 1:46.53                                                                    |
| 1500 metros             | Mohammed Sulaiman Catar Asia 3:38.37                                                                                            | Jonah Birir Kenia África 3:40.25                                                                                       | Simon Fairbrother Reino Unido 3:40.30                                                                           |
| 5000 metros             | Fita Bayissa Etiopía África 13:41.23                                                                                            | Arturo Barrios · México · América · 13:50.95                                                                           | Jim Farmer Estados Unidos 14:02.90                                                                              |
| 10000 metros            | Addis Abebe Etiopía África 28:44.38                                                                                             | Antonio Serrano · España · Europa · 28:54.38                                                                           | Mikhail Dasko · Rusia · Equipo Unificado · 29:00.26                                                             |
| 110 metros vallas       | Colin Jackson Reino Unido 13.07                                                                                                 | Sergey Usov Uzbekistán Equipo Unificado 13.55                                                                          | Emilio Valle · Cuba · América · 13.69                                                                           |
| 400 metros vallas       | Samuel Matete Zambia África 48.88                                                                                               | Jon Ridgeon Reino Unido 49.01                                                                                          | Stephane Diagana Francia Europa 49.34                                                                           |
| 3000 metros obstáculos  | Philip Barkutwo Kenia África 8:26.81                                                                                            | William Van Dijck · Bélgica · Europa · 8:32.06                                                                         | Shawn Creighton Australia Oceanía 8:33.79                                                                       |
| Salto de altura         | Yuriy Sergiyenko · Ucrania · Equipo Unificado · 2.29                                                                            | Javier Sotomayor · Cuba · América · 2.26                                                                               | Brendan Reilly Reino Unido 2.26                                                                                 |
| Salto con pértiga       | Igor Potapovich · Kazajistán · Equipo Unificado · 5.60                                                                          | Philippe Collet Francia Europa 5.40                                                                                    | Okkert Brits Sudáfrica África 5.30                                                                              |
| Salto de longitud       | Ivan Pedroso · Cuba · América · 7.97                                                                                            | Gordon McKee Estados Unidos 7.89                                                                                       | Chen Zunrong China Asia 7.84                                                                                    |
| Triple salto            | Jonathan Edwards Reino Unido 17.34                                                                                              | Frank Rutherford Bahamas América 17.06                                                                                 | Toussaint Rabanela Madagascar África 17.03                                                                      |
| Lanzamiento de peso     | Mike Stulce Estados Unidos 21.34                                                                                                | Sergey Nikolayev · Rusia · Equipo Unificado · 20.14                                                                    | Werner Gunthoer · Suiza · Europa · 19.75                                                                        |
| Lanzamiento de disco    | Anthony Washington Estados Unidos 64.86                                                                                         | Roberto Moya · Cuba · América · 63.66                                                                                  | Yu Wenge China Asia 63.06                                                                                       |
| Lanzamiento de martillo | Tibor Gécsek · Hungría · Europa · 80.44                                                                                         | Igor Nikulin · Rusia · Equipo Unificado · 78.28                                                                        | Lance Deal Estados Unidos 77.08                                                                                 |
| Lanzamiento de jabalina | Jan Zelezny Checoslovaquia Europa 88.26                                                                                         | Tom Petranoff Sudáfrica África 79.90                                                                                   | Vladimir Sasimovich · Bielorrusia · Equipo Unificado · 78.40                                                    |
| Relevos 4 x 100 metros  | Bryan Bridgewater Estados Unidos Kevin Braunskill Estados Unidos Calvin Smith Estados Unidos Jeff Williams Estados Unidos 38.48 | Andrés Simón · Cuba · Joel Lamela · Cuba · Joel Isasi · Cuba · Robson da Silva · Brasil · América · 38.51              | John Myles-Mills Ghana Olapade Adeniken Nigeria Oluyemi Kayode Nigeria Sanusi Turay Sierra Leona África 39.08   |
| Relevos 4 x 400 metros  | Benyounés Lahlou Marruecos Samuel Matete Zambia Simon Kemboi Kenia Sunday Bada Nigeria África 3:02.14                           | Lázaro Martínez · Cuba · Devon Morris · Jamaica · Troy Douglas · Bermudas · Norberto Téllez · Cuba · América · 3:02.95 | Du´aine Ladejo Reino Unido Jon Ridgeon Reino Unido Allyn Condon Reino Unido Mark Richardson Reino Unido 3:03.95 |

### Femenino
| Evento                  | Oro | Plata | Bronce |
| ----------------------- | --- | --- | --- |
| 100 metros              | Natalya Voronova · Rusia · Equipo Unificado · 11.33                                                                             | Liliana Allen · Cuba · América · 11.34 | Tian Yumei China Asia 11.44                                                                                       |
| 200 metros              | Marie José Pérec Francia Europa 23.07                                                                                           | Natalya Voronova · Rusia · Equipo Unificado · 23.24                                                                                               | Chen Zhaojing China Asia 23.27                                                                                    |
| 400 metros              | Jearl Miles Estados Unidos 50.64                                                                                                | Charmaine Crooks · Canadá · América · 51.54 | Lyudmila Dzhigalova · Ucrania · Equipo Unificado · 52.47                                                          |
| 800 metros              | María Mutola Mozambique África 2:00.47                                                                                          | Joetta Clark Estados Unidos 2:01.60 | Yelena Afanasyeva · Rusia · Equipo Unificado · 2:02.19                                                            |
| 1500 metros             | Yekaterina Podkopayeva · Rusia · Equipo Unificado · 4:17.60                                                                     | Malgorzata Rydz · Polonia · Europa · 4:18.16 | Alisa Hill Estados Unidos 4:18.41                                                                                 |
| 3000 metros             | Derartu Tulu Etiopía África 9:05.89                                                                                             | Vera Chuvasova · Rusia · Equipo Unificado · 9:08.30                                                                                               | Margareta Keszeg · Rumania · Europa · 9:09.03                                                                     |
| 10000 metros            | Derartu Tulu Etiopía África 33:38.97                                                                                            | Christien Toonstra · Países Bajos · Europa · 33:46.19                                                                                             | Zhong Huandi China Asia 33:53.09                                                                                  |
| 100 metros vallas       | Aliuska López · Cuba · América · 13.06                                                                                          | Anne Piquereau Francia Europa 13.13 | Gabriele Roth · Alemania · Alemania · 13.34                                                                       |
| 400 metros vallas       | Sandra Farmer-Patrick Estados Unidos 55.38                                                                                      | Gowry Retchakan Reino Unido Europa 55.66 | Margarita Ponomaryova · Rusia · Equipo Unificado · 56.46                                                          |
| Salto de altura         | Ioamnet Quintero · Cuba · América · 1.94                                                                                        | Alina Astafei · Rumania · Europa · 1.91 | Lucienne N´Da Costa de Marfil África 1.88                                                                         |
| Salto de longitud       | Heike Drechsler · Alemania · Alemania · 7.16                                                                                    | Yelena Sinchukova · Rusia · Equipo Unificado · 6.85                                                                                               | Ludmila Ninowa · Austria · Europa · 6.59                                                                          |
| Triple salto            | Li Huirong China Asia 13.88 | Galina Chistyakova · Rusia · Equipo Unificado · 13.67                                                                                             | Eloína Echevarría · Cuba · América · 13.45                                                                        |
| Lanzamiento de peso     | Belsis Laza · Cuba · América · 19.19                                                                                            | Marina Antonyuk · Rusia · Equipo Unificado · 17.98                                                                                                | Kathrin Neimke · Alemania · Alemania · 17.97                                                                      |
| Lanzamiento de disco    | Maritza Martén · Cuba · América · 69.30                                                                                         | Ilke Wyludda · Alemania · Alemania · 67.90 | Min Chunfeng China Asia 63.38                                                                                     |
| Lanzamiento de jabalina | Tessa Sanderson Reino Unido Europa 61.86                                                                                        | Irina Kostyuchenkova · Ucrania · Equipo Unificado · 58.10                                                                                         | Dulce García · Cuba · América · 58.08                                                                             |
| Relevos 4 x 100 metros  | Gao Han China Tian Yumei China Chen Zhaojing China Xiao Yehua China Asia 43.63                                                  | Valerie Jean-Charles Francia Odiah Sidibé Francia Odile Singa Francia Marie José Perec Francia Europa 44.02                                       | Lalao Ravaonirina Madagascar Rufina Ubah Nigeria Faith Idehen Nigeria Christy Opara-Thompson Nigeria África 44.21 |
| Relevos 4 x 400 metros  | Rosey Edeh · Canadá · Charmaine Crooks · Canadá · Norfalia Carabali · Colombia · Ximena Restrepo · Colombia · América · 3:29.73 | Marina Shmonina · Uzbekistán · Lyudmila Dzhigalova · Ucrania · Margarita Ponomaryova · Rusia · Yelena Ruzina · Rusia · Equipo Unificado · 3:30.43 | Tina Paulino Mozambique Omolade Akinremi Nigeria Maria Mutola Mozambique Omotayo Akinremi Nigeria África 3:31.90  |